# Sus scrofa reiseri
A Sus scrofa reiseri az emlősök (Mammalia) osztályának párosujjú patások (Artiodactyla) rendjébe, ezen belül a disznófélék (Suidae) családjába tartozó vaddisznó (Sus scrofa) egyik alfaja.

## Előfordulása
A Sus scrofa reiseri előfordulási területe a volt Jugoszlávia országait, azaz Bosznia-Hercegovinát, Horvátországot, Koszovót, Észak-Macedóniát, Montenegrót, Szerbiát és Szlovéniát foglalja magába.

## Megjelenése
Talán, mivel nagyon hasonlít a kis-ázsiai vaddisznóra (Sus scrofa libycus), egyes rendszerezők azonosnak tartják ezzel az alfajjal. Az utóbbi állat, meglehet, hogy a vadonból teljesen kihalt.

## Ugyanaz a koponya, különböző oldalról nézve

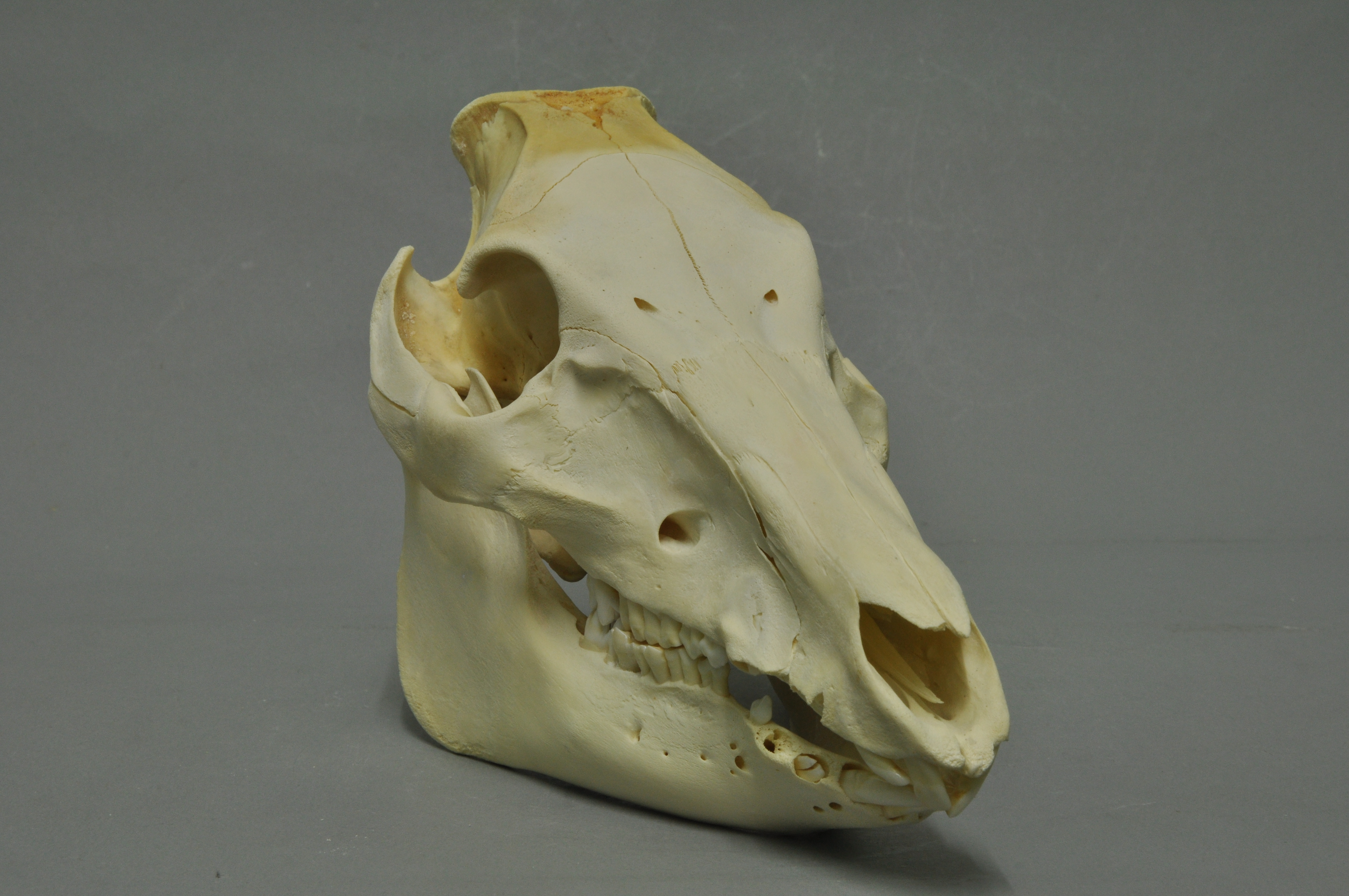
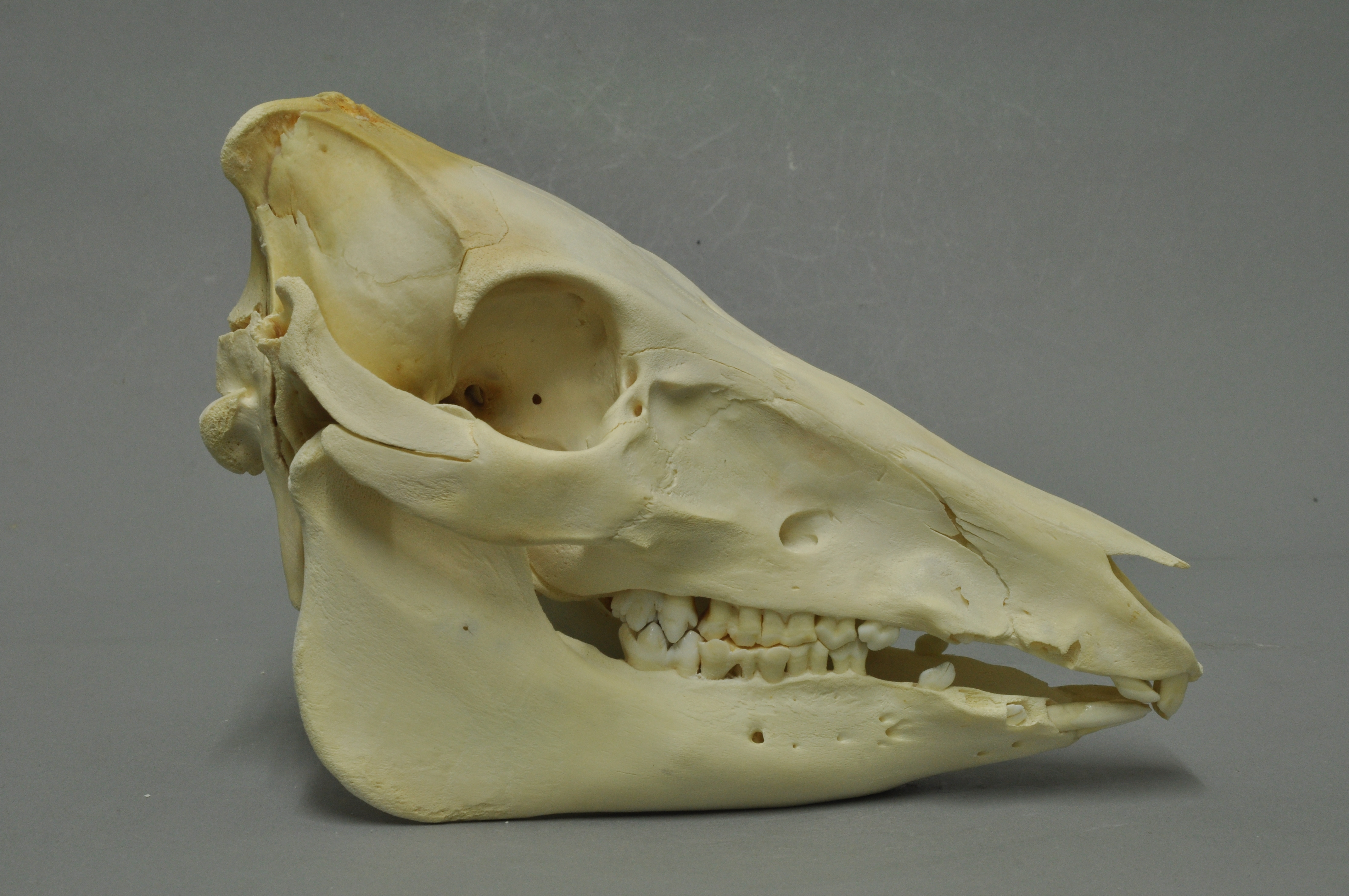
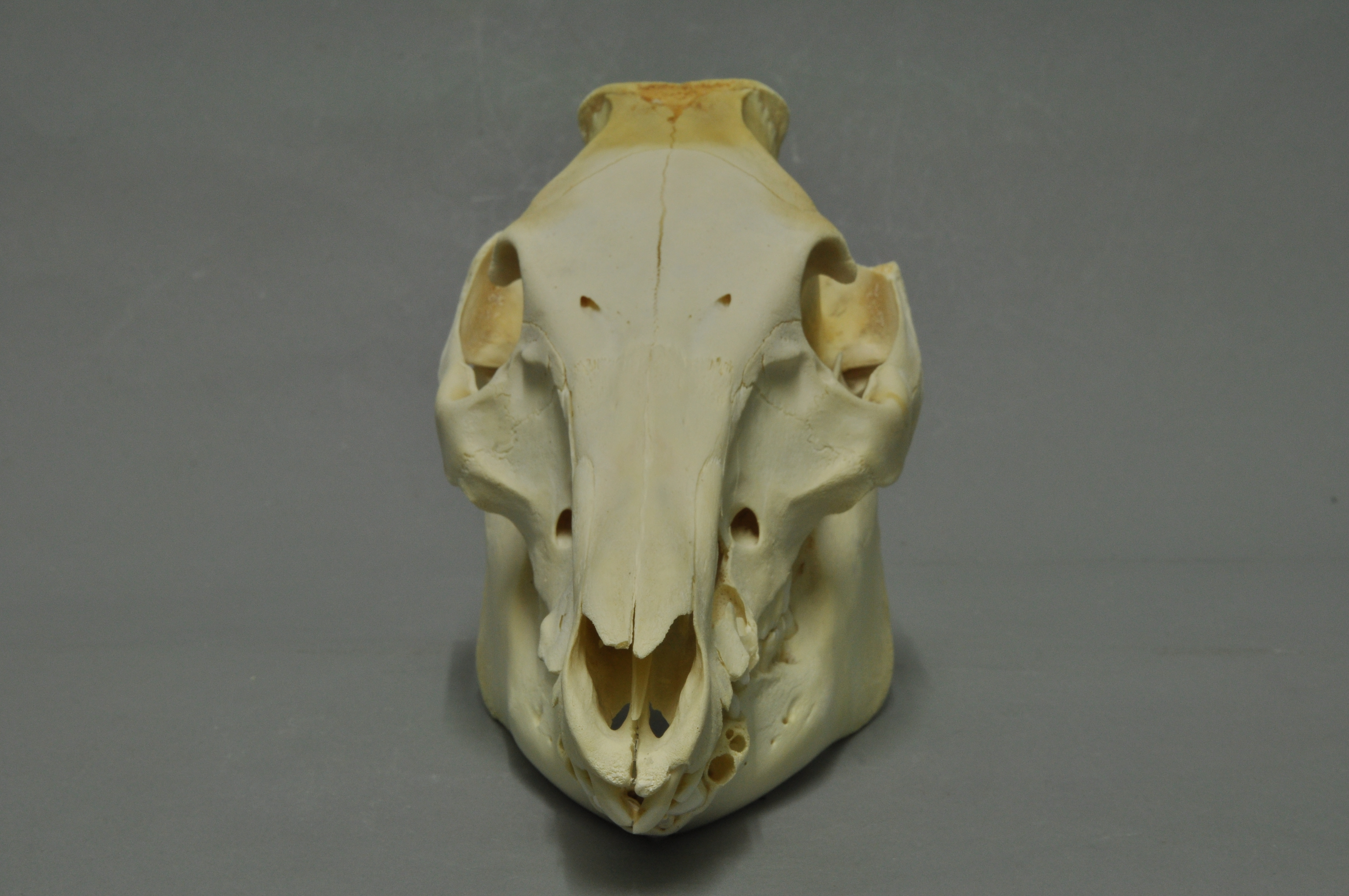
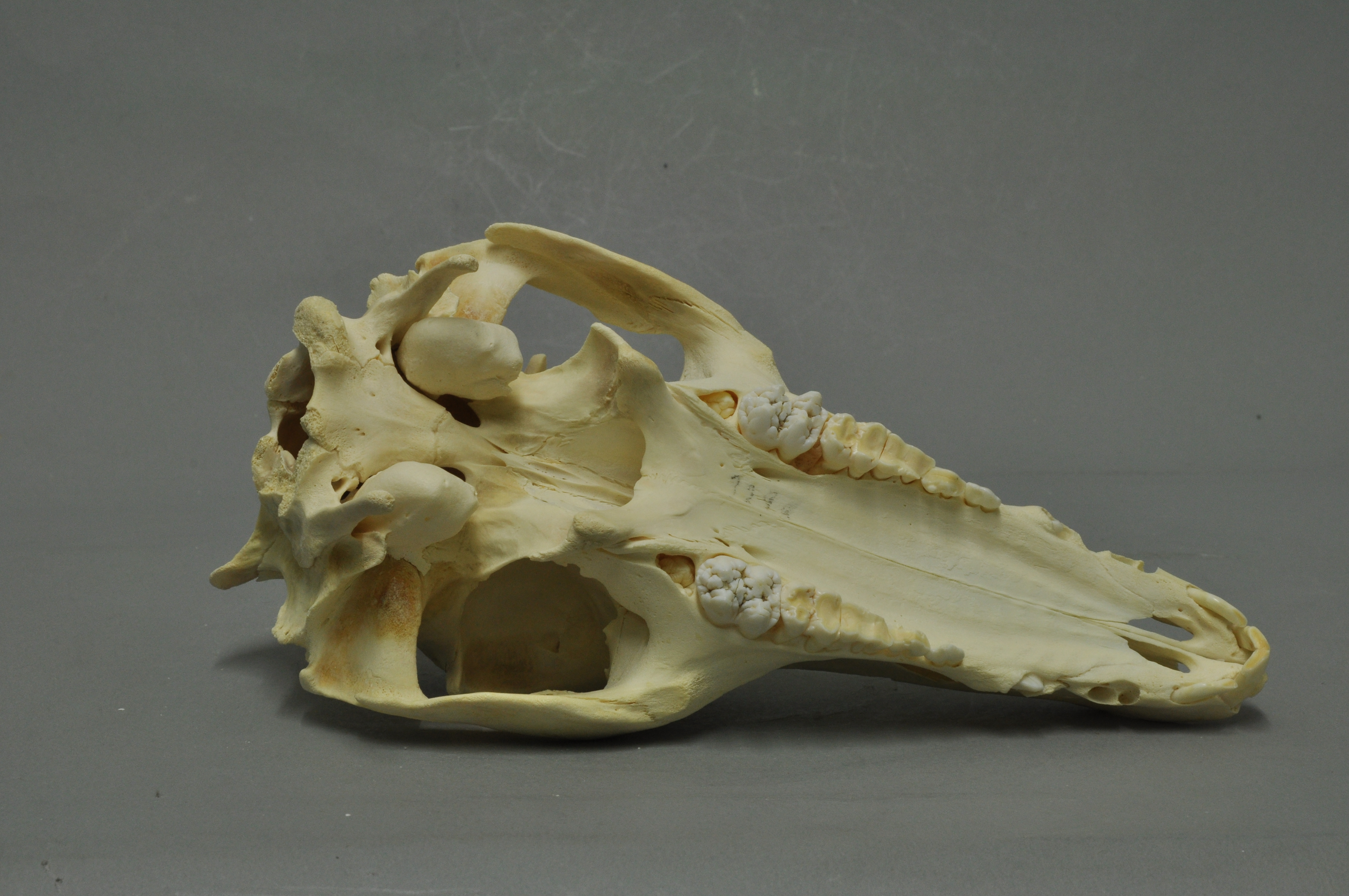